# ATP-toernooi van Oahu
Het ATP-toernooi van Oahu was een tennistoernooi voor mannen dat eenmalig in 1994 op de ATP-kalender stond. Plaats van handeling waren de hardcourt-buitenbanen van het Turtle Bay resort op het eiland Oahu.

## Finales

### Enkelspel
| Jaar | Winnaar        | Finalist        | Score            |
| ---- | -------------- | --------------- | ---------------- |
| 1994 | Wayne Ferreira | Richey Reneberg | 6-4, 6-7(3), 6-1 |

### Dubbelspel
| Jaar | Winnaars              | Runners-up                  | Score    |
| ---- | --------------------- | --------------------------- | -------- |
| 1994 | Tom Nijssen Cyril Suk | Alex O'Brien Jonathan Stark | 6-4, 6-4 |

ITF-toernooien (mannen en vrouwen)

ATP-toernooien (mannen) – ATP-seizoen 2025

WTA-toernooien (vrouwen) – WTA-seizoen 2025

Voormalige toernooien mannen
Voormalige toernooien vrouwen
Voormalige amateurtoernooien